# Cyathea bourgaei
Cyathea bourgaei är en ormbunkeart som beskrevs av Eugène Pierre Nicolas Fournier.
Cyathea bourgaei ingår i släktet Cyathea och familjen Cyatheaceae. Inga underarter finns listade i Catalogue of Life.